# Bitva u Ourique
Bitva u Ourique (portugalsky: Batalha de Ourique) se odehrála 25. července 1139. Šlo o vojenské střetnutí sil portugalského hraběte Alfonsa s armádou almorávidského guvernéra Córdoby Muhammada az-Zubajra ibn Umara, nazývaného v křesťanských kronikách „král Ismar“. Portugalci zvítězili, což byl nejen výrazný počin reconquisty (křesťanského znovudobytí Pyrenejského poloostrova), ale i zásadní krok ke vzniku Portugalského království. Alfonso, člen burgundské dynastie, se prohlásil králem hned druhý den po bitvě a vládl pak jako Alfons I. Portugalský.

## Kontext a otázky
Alfonso vyhlásil nezávislost na Leónském království roku 1128. Poté musel svést s leonskými silami vedenými králem Alfonsem VII. Kastilským několik bitev, z nichž rozhodující byla bitva na São Mamede. Během bojů, v nichž měl portugalský hrabě stále jasněji navrch, bylo však jeho území z jihu napadeno muslimy. Portugalci tak museli tento útok odrazit, aby mohli opravdu vyhlásit nezávislý stát.

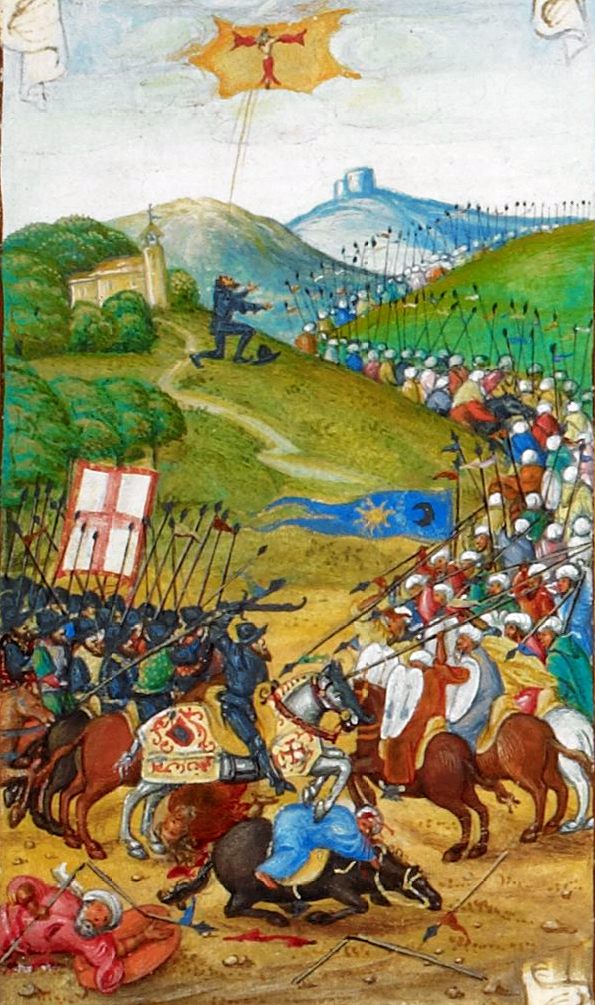
Vyobrazení z 16. století zachycující bitvu i zázrak

Historici jsou rozděleni, pokud jde o určení místa bitvy. V té době název „Ourique“ označoval velkou oblast jižně od města Beja. Kronikáři ve 12. století patrně neznali region, kde se bitva odehrála, a proto zvolili jen termín „pole Ourique“, z čehož vznikl později dojem, že k bitvě došlo u města Ourique na jihu Portugalska. Nicméně velká vzdálenost, která odděluje město Ourique od tehdejších křesťanských linií, vedla později některé historiky k tomu, že navrhli různá jiná místa, kde se bitva mohla odehrát. Alfonso tehdy ovládal oblast více na severu, až za řekou Mondego, a bylo by pro něj asi obtížné vydat se k bitvě s „pěti muslimskými králi“ (jak praví legenda) tak daleko. Častým tipem historiků, kde se bitva mohla reálně odehrát, je obec Vila Chã de Ourique, ležící asi 16 kilometrů od Santaréma.
O „pěti muslimských králích“, s nimiž se měl Alfonso střetnout, hovoří dobová legenda Život sv. Theotonia. Jiné dobové kroniky hovoří o jednom králi zvaném Ismar. V podrobnější kronice Chronicon Lusitanum se uvádí, že tento král Ismar počkal, dokud Alfonso nepronikl na muslimské území, a poté systematicky posílal své jednotky ze Sevilly, Badajozu, Elvasu, Évory a Bejy, aby ho napadaly. Je tedy možné, že pět králů byli ve skutečnosti vůdci almorávidských posádek každého z uvedených andaluských měst pod celkovým velením almorávidského guvernéra Córdoby Muhammada az-Zubajra ibn Umara. To je verze zastávaná většinou historiků. Podle některých výkladů má oněch pět poražených králů symbolizovat i pětice malých erbů v portugalském znaku, který vznikl v období po bitvě. To ale značná část heraldiků a historiků popírá. Legendy hovoří rovněž o zázračném zásahu svatého Jakuba do bitvy ve prospěch Portugalců. Pozdější výklady nahradily svatého Jakuba svatým Jiřím a nakonec Ježíšem Kristem. Legenda o zázraku se poprvé objevila v Crónica de Portugal v roce 1419.
Duchovenstvo a šlechta v pozdějších letech vypracovaly důkazy, že Alfonso po bitvě svolal generální stavy do Lamega, kde byla korunován arcibiskupem z Bragy. Šlo však o falzifikáty motivované snahou dokázat legitimitu portugalské nezávislosti v 17. století, kdy byla tato nezávislost ztracena vznikem Iberské unie. Ve skutečnosti králem prohlásili Alfonsa po bitvě jeho vojáci, když ho za tím účelem, po germánském způsobu, vyzdvihli na štíty držené nad hlavou.